# Merkez Parti
Die Merkez Parti (deutsch Zentrumspartei oder Partei der Mitte) ist eine am 2. Juni 2014 von Abdurrahim Karslı gegründete rechts der Mitte positionierte Partei in der Türkei. Sie soll der Gülen-Bewegung des muslimischen Predigers Fethullah Gülen nahestehen.  Anders als die Demokratische Entwicklungspartei (DGP) bestreitet die Zentrumspartei allerdings Verbindungen zu Gülen.
Ihr Motto lautet übersetzt: „Ich“ und „sie“ wird enden, es wird „wir“ heißen!
Mit dem Austritt des Parlamentsabgeordneten Ercan Cengiz aus der kemalistischen und von Staatsgründer Mustafa Kemal Atatürk gegründeten Republikanischen Volkspartei (CHP) und seinem Wechsel zur Zentrumspartei ist die Zentrumspartei seit dem 25. Januar 2015 mit einem Abgeordneten in der Großen Nationalversammlung vertreten.
Zur Zentrumspartei traten Politiker aus der Mutterlandspartei, der rechtsextremen Partei der Nationalistischen Bewegung (MHP) und der Demokratischen Linkspartei (DSP) von Masum Türker über.